# Inmunomarcaje

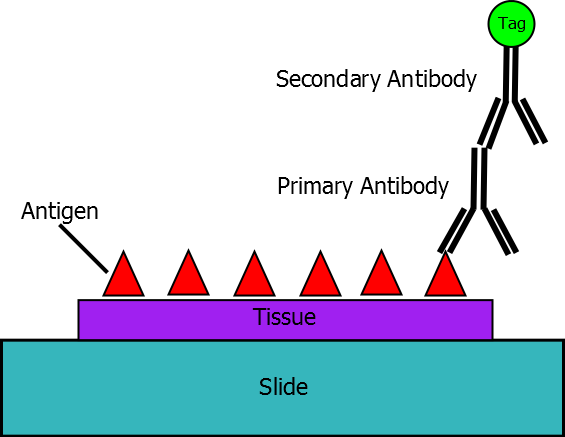
Inmunomarcaje: detección de antígenos en tejido mediante anticuerpos específicos marcados.

El inmunomarcaje es un proceso bioquímico que permite la detección y localización de un antígeno en un sitio específico dentro de una célula, tejido u órgano. Los antígenos son moléculas orgánicas, generalmente proteínas, capaces de unirse a un anticuerpo. Estos antígenos pueden visualizarse mediante una combinación de anticuerpos específicos para cada antígeno y un medio de detección, llamado marcador, que está unido covalentemente al anticuerpo. Si el proceso de inmunomarcaje busca revelar información sobre una célula o sus subestructuras, se denomina inmunocitoquímica. El inmunomarcaje de estructuras más grandes se denomina inmunohistoquímica.
Hay dos pasos complejos en la fabricación de anticuerpos para inmunomarcaje. El primero es producir el anticuerpo que se une específicamente al antígeno de interés y el segundo es fusionar la etiqueta al anticuerpo. Dado que es impráctico fusionar una etiqueta a cada anticuerpo específico de antígeno concebible, la mayoría de los procesos de inmunomarcaje utilizan un método indirecto de detección. Este método indirecto emplea un anticuerpo primario que es específico de antígeno y un anticuerpo secundario fusionado a una etiqueta que se une específicamente al anticuerpo primario. Este enfoque indirecto permite la producción masiva de anticuerpos secundarios que pueden adquirirse en el mercado. De acuerdo con este método indirecto, el anticuerpo primario se agrega al sistema de prueba. El anticuerpo primario busca y se une al antígeno diana. Posteriormente, se agrega el anticuerpo secundario marcado, diseñado para unirse exclusivamente al anticuerpo primario.
Las etiquetas típicas incluyen: un compuesto fluorescente, microesferas de oro, una etiqueta de epítopo específica o una enzima que produce un compuesto coloreado. La asociación de las etiquetas a la diana mediante anticuerpos permite la identificación y visualización del antígeno de interés en su ubicación nativa en el tejido, como la membrana celular, el citoplasma o la membrana nuclear. En ciertas condiciones, el método puede adaptarse para proporcionar información cuantitativa.
El inmunomarcaje se puede utilizar en farmacología, biología molecular, bioquímica y cualquier otro campo donde sea importante conocer la ubicación precisa de una molécula a la que se puede unir un anticuerpo.

## Método indirecto vs. directo
Hay dos métodos involucrados en el inmunomarcaje: el directo y el indirecto. En el método directo, el anticuerpo primario se conjuga directamente con la etiqueta. El método directo es útil para minimizar la reacción cruzada, una medida de inespecificidad inherente a todos los anticuerpos y que se multiplica con cada anticuerpo adicional utilizado para detectar un antígeno. Sin embargo, el método directo es mucho menos práctico que el indirecto y no se usa comúnmente en laboratorios, ya que los anticuerpos primarios deben marcarse covalentemente, lo que requiere un suministro abundante de anticuerpo purificado. Además, el método directo es potencialmente mucho menos sensible que el indirecto. Dado que varios anticuerpos secundarios pueden unirse a diferentes partes o dominios de un único anticuerpo primario que se une al antígeno diana, hay más anticuerpo marcado asociado con cada antígeno. Más etiqueta por antígeno resulta en más señal por antígeno.
Se pueden emplear diferentes métodos indirectos para lograr altos grados de especificidad y sensibilidad. En primer lugar, se suelen emplear protocolos de dos pasos para evitar la reacción cruzada entre el inmunomarcaje de múltiples mezclas de anticuerpos primarios y secundarios, donde se utilizan con frecuencia fragmentos Fab de anticuerpos secundarios. En segundo lugar, se pueden utilizar anticuerpos primarios haptenilados, donde el anticuerpo secundario puede reconocer el hapteno asociado. El hapteno se une covalentemente al anticuerpo primario mediante imidesteres de succinilo o secciones Fab específicas de Fc de IgG conjugadas. Por último, los anticuerpos monoclonales primarios con diferentes isotipos de Ig pueden detectarse mediante anticuerpos secundarios específicos dirigidos contra el isotipo de interés.

## Unión y especificidad de los anticuerpos
En general, los anticuerpos deben unirse a los antígenos con una alta especificidad y afinidad. La especificidad de la unión se refiere a la capacidad de un anticuerpo para unirse, y solo unirse, a un único antígeno diana. Los científicos suelen utilizar anticuerpos monoclonales y anticuerpos policlonales, que están compuestos de péptidos sintéticos. Durante la fabricación de estos anticuerpos, los anticuerpos específicos del antígeno se secuestran uniendo el péptido antigénico a una columna de afinidad y permitiendo que el anticuerpo no específico simplemente pase a través de la columna. Esto disminuye la probabilidad de que los anticuerpos se unan a un epítopo no deseado del antígeno que no se encuentra en el péptido inicial. Por lo tanto, la especificidad del anticuerpo se establece mediante la reacción específica con la proteína o el péptido que se utiliza para la inmunización mediante métodos específicos, como la inmunotransferencia o la inmunoprecipitación.
Para establecer la especificidad de los anticuerpos, el factor clave es el tipo de péptidos sintéticos o proteínas purificadas utilizadas. Cuanto menor sea la especificidad del anticuerpo, mayor será la probabilidad de visualizar algo distinto al antígeno diana. En el caso de los péptidos sintéticos, la ventaja es que la secuencia de aminoácidos es fácilmente accesible, pero los péptidos no siempre se asemejan a la estructura tridimensional o la modificación postraduccional presente en la forma nativa de la proteína. Por lo tanto, los anticuerpos producidos para actuar contra un péptido sintético pueden presentar problemas con la proteína tridimensional nativa. Este tipo de anticuerpos daría lugar a resultados deficientes en experimentos de inmunoprecipitación o inmunohistoquímica, aunque podrían ser capaces de unirse a la forma desnaturalizada de la proteína durante una prueba de inmunotransferencia. Por el contrario, si el anticuerpo funciona bien para proteínas purificadas en su forma nativa y no desnaturalizadas, la inmunotransferencia no puede utilizarse como prueba estandarizada para determinar la especificidad de la unión del anticuerpo, especialmente en inmunohistoquímica.

## Técnicas específicas de inmunomarcaje

### Inmunomarcaje para microscopía óptica
La microscopía óptica es el uso de un microscopio óptico, que es un instrumento que requiere el uso de luz para ver la muestra ampliada. En general, se utiliza con frecuencia un microscopio óptico compuesto, donde dos lentes, el ocular y el objetivo trabajan simultáneamente para generar la ampliación de la muestra. La microscopía óptica utiliza con frecuencia el inmunomarcaje para observar tejidos o células diana. Por ejemplo, se realizó un estudio para ver la morfología y la producción de hormonas en cultivos de células de adenoma hipofisario mediante microscopía óptica y otros métodos de microscopía electrónica. Este tipo de microscopía confirmó que los cultivos de células de adenoma primario mantienen sus características fisiológicas in vitro, lo que coincidió con la inspección histológica. Además, se observaron cultivos celulares de adenomas hipofisarios humanos mediante microscopía óptica e inmunocitoquímica, donde estas células se fijaron e inmunomarcaron con un anticuerpo monoclonal de ratón contra la GH humana y un anticuerpo policlonal de conejo contra la PRL. Este es un ejemplo de cómo un cultivo celular inmunomarcado de células de adenoma hipofisario que se observaron mediante microscopía óptica y otras técnicas de microscopía electrónica pueden ayudar con el diagnóstico adecuado de tumores.

### Inmunomarcaje para microscopía electrónica
La microscopía electrónica (ME) es un área especializada de la ciencia que utiliza el microscopio electrónico como herramienta para la visualización de tejidos. La microscopía electrónica tiene un nivel de aumento de hasta 2 millones de veces, mientras que la microscopía óptica solo tiene un aumento de hasta 1000-2000 veces. Existen dos tipos de microscopios electrónicos: el microscopio electrónico de transmisión y el microscopio electrónico de barrido.
La microscopía electrónica es un método común que utiliza la técnica de inmunomarcaje para visualizar tejidos o células marcados. Este método sigue muchos de los mismos conceptos que el inmunomarcaje para la microscopía óptica, donde el anticuerpo específico puede reconocer la ubicación del antígeno de interés y luego visualizarse en el microscopio electrónico. La ventaja de la microscopía electrónica sobre la óptica reside en la capacidad de visualizar las áreas objetivo a nivel subcelular. Generalmente, para la microscopía electrónica se utiliza un metal pesado electrodenso, que puede reflejar los electrones incidentes. El inmunomarcaje se confirma típicamente con el microscopio óptico para asegurar la presencia del antígeno y luego se realiza un seguimiento con el microscopio electrónico.
El inmunomarcaje y la microscopía electrónica se utilizan a menudo para visualizar cromosomas. Se realizó un estudio para evaluar posibles mejoras en el inmunomarcaje de estructuras cromosómicas, como la topoisomerasa IIα y la condensina, en cromosomas mitóticos disecados. En particular, estos investigadores utilizaron la irradiación UV de núcleos separados o demostraron cómo los cromosomas contribuyen a altos niveles de inmunomarcaje específico, que se observaron mediante microscopía electrónica.

#### Inmunomarcaje para microscopía electrónica de barrido
La microscopía electrónica de barrido (MEB) utiliza un microscopio electrónico de barrido, que produce imágenes de gran tamaño que se perciben como tridimensionales cuando, en realidad, no lo son. Este tipo de microscopio concentra un haz de electrones en un área muy pequeña (2-3 nm) de la muestra para producir electrones a partir de ella. Un sensor detecta estos electrones secundarios y genera la imagen de la muestra durante un período de tiempo determinado.
La microscopía electrónica de barrido (MEB) es una técnica de inmunomarcaje de uso frecuente. La MEB permite detectar la superficie de los componentes celulares con alta resolución. Esta técnica de inmunomarcaje es muy similar al método de inmunofluorescencia, pero se utiliza una etiqueta de oro coloidal en lugar de un fluoróforo. En general, los conceptos son muy similares, ya que se utiliza un anticuerpo primario no conjugado, seguido secuencialmente por un anticuerpo secundario marcado que actúa contra el anticuerpo primario. En ocasiones, la MEB, junto con el inmunomarcaje con partículas de oro, presenta problemas en cuanto a la resolución de partículas y cargas bajo el haz de electrones; sin embargo, este inconveniente en la resolución se ha solucionado gracias a la mejora de la instrumentación de MEB mediante la obtención de imágenes de electrones retrodispersados. Esto se debe a que los patrones de difracción de electrones retrodispersados proporcionan una superficie limpia de la muestra para interactuar con el haz de electrones primario.

### Inmunomarcaje con oro (Immunogold Labeling)
El inmunomarcaje con partículas de oro, que también se denomina tinción inmunogold, se emplea comúnmente en microscopía electrónica de barrido y microscopía electrónica de transmisión para identificar de manera efectiva el área dentro de las células y los tejidos donde están presentes los antígenos. La técnica de marcaje utilizando partículas de oro fue presentada por primera vez por Faulk, W. y Taylor, G. cuando consiguieron etiquetar partículas de oro con gammaglobulinas de conejo anti-salmonella en un único paso para determinar la localización de los antígenos de salmonela.
Los estudios han evidenciado que el tamaño de las partículas de oro debe ser superior a 40 nm para poder observar las células con un bajo aumento, sin embargo, las partículas de oro que son excesivamente grandes pueden reducir la efectividad de la unión de la etiqueta de oro. Los investigadores han llegado a la conclusión de que es necesario ampliar y mejorar el uso de partículas de oro más pequeñas, que oscilan entre 1 y 5 nm, mediante la incorporación de plata. 
Aunque la tinción con tetróxido de osmio puede dañar la plata, se ha observado que el realce de las partículas de oro no es vulnerable al daño causado por la tinción con tetróxido de osmio; por lo tanto, numerosos estudios sobre la adhesión celular en diferentes sustratos pueden aprovechar el mecanismo de marcaje con inmunooro a través del realce de las partículas de oro.

## Otras aplicaciones
Se han realizado investigaciones para evaluar la compatibilidad del inmunomarcaje con las huellas dactilares. A veces, las huellas dactilares no son lo suficientemente nítidas para identificar el patrón de crestas. El inmunomarcaje puede ser una herramienta que permita al personal forense restringir la identificación de la persona que dejó la huella. Los investigadores llevaron a cabo un estudio que examinó la compatibilidad del inmunomarcaje con diversas técnicas de desarrollo para huellas dactilares. Descubrieron que la indanodiona-zinc (IND-ZnCl), IND-ZnCl seguida de la pulverización de ninhidrina (IND-NIN), el revelador físico (PD), el fumante de cianoacrilato (CA), el cianoacrilato seguido de la tinción amarilla básica (CA-BY), el fumante de lumicianoacrilato (Lumi-CA) y el fumante de policianoacrilato (Poly-CA) eran compatibles con el inmunomarcaje. El inmunomarcaje no solo tiene la capacidad de obtener información sobre el perfil del donante a partir de las huellas dactilares, sino que también puede optimizar la calidad de dichas huellas, lo cual resultaría ventajoso en un contexto forense.